# Heliconia marginata
Heliconia marginata là một loài thực vật có hoa trong họ Heliconiaceae. Loài này được (Griggs) Pittier mô tả khoa học đầu tiên năm 1926.